# The Infographics Show
The Infographics Show je YouTube kanal in podjetje z video vsebinami, ki prikazuje izobraževalne animirane videoposnetke o temah, kot so zgodovina, trenutno dogajanje, zločine, pa tudi psevdoznanstvene teme, kot je ufologija. Ustvarja tudi izmišljene scenarije, ki so pripovedovane z vidika pripovedovalca, kot je preživetje jedrske vojne, preživetje kuge, preživetje tretje svetovne vojne in preživetje invazije nezemljanov. Novi videoposnetki se nalagajo dnevno. Oblikovalec in producent gibljive grafike je slovensko-ameriški oblikovalec Andrej Preston. Kanal je bil ustanovljen v Združenih državah Amerike.
Ustvarjalci za animiranje videoposnetkov uporabljajo Adobe After Effects, uporabljajo pa tudi vnaprej izdelana sredstva in predloge iz Envato Elements.
Kanal ima tudi dva poddružnična kanala, imenovana SCP Explained — Story & Animation, ki pokriva izključno animirane zgodbe in zgodbe o fundaciji SCP, in Backrooms Explained, ki počne enako za The Backrooms. Prvi kanal ustvarja tudi v sodelovanju z ODDity, ki poleg ustvarjanja vsebine SCP ustvarja tudi videoposnetke različnih t.i. creepypast in kriptidov.
Leta 2017 je kanal prejel srebrno YouTube plaketo za doseženih 100.000 naročnikov na prvotnem YouTube kanalu. Leta 2017 je kanal pričel nalagati vsebine v španščini, leta 2022 pa tudi v nemščini.